# Fernanda Canaud
Fernanda Chaves Canaud (Rio de Janeiro, 20 de janeiro de 1962), conhecida por Fernanda Canaud, é uma pianista e compositora brasileira.

## Formação
Estudou na Pró-Arte e Escola de Música da UFRJ. 
Estudou piano com os mestres Homero Magalhães, Linda Bustani, Sergei Dorensky, Telmo Cortes, Glória Maria Fonseca Costa, Arnaldo Cohen, Antônio Guedes Barbosa, Míriam Dauelsberg e Ondine Mello.
Em 1991, concluiu o mestrado em Música pela UFRJ.
Em 2013, concluiu o Doutorado em Música pela Universidade Federal do Rio de Janeiro UNIRIO. 
Em 2019, concluiu o Mestrado em Ensino de Música na Escola Superior de Artes Aplicadas ESART, em Portugal. 
Em

## Biografia
Especializou-se na obra de Radamés Gnattali.
Obteve oito prêmios em concursos nacionais de piano e a bolsa de Sergei Dorensky para estudar no Conservatório de Moscovo, em 1988. Em agosto de 2012, recebeu o prêmio Medalha da Ordem do Mérito Cultural Carlos Gomes (SP, 2012).
Apresentou-se com orquestras brasileiras em diversas salas de concerto do Brasil, atuando em recitais como solista e camerista. Apresentou-se também em festivais e eventos, como a Bienal de Música Contemporânea Brasileira, o Rio Cello Internacional Festival, o Festival Internacional de Sopros do Música no Museu no Rio de Janeiro e o Festival Villa-Lobos.
Fora do Brasil tocou como solista no Festival de Música da Umbria, em Itália e realizou recitais em França, em Inglaterra, Holanda, Espanha, Suíça, Colômbia, EUA, Líbano, Áustria e Portugal.
Em 1991, foi responsável pela programação artística da Sala Cecília Meireles e em 2017 da Sala Baden Powell.
Em 1993, lançou o CD "Radamés Gnattali", indicado para o Prêmio Sharp de Música.
Em 1996, lançou o CD "Fernanda Chaves Canaud", também dedicado a Radamés Gnattali. Sobre esse trabalho comentou Antônio Carlos Jobim: "Fernanda Chaves Canaud é uma pianista maravilhosa e Radamés é o nosso mestre querido e inesquecível. A união dos dois faz este disco mais importante ainda para a música brasileira popular e erudita. Muito bom. Bravo!". 
No mesmo ano, 1996, em duo com José Botelho, lançou o CD "Música Brasileira para clarineta e piano".
Em novembro de 1998, participou no Festival Villa-Lobos, como solista da Orquestra Sinfônica Nacional, tocando a Bachiana nº 2 para piano e orquestra. Em Dezembro do mesmo ano, a convite da Embaixada do Brasil, deu um concerto na Igreja St. Martin-in-the-Fields em Londres.
Participou nos CDs:  Obras de Chiquinha Gonzaga (Som Livre/Rede Globo - 1988), acompanhando a cantora Zélia Duncan, e Meus Caros Pianistas (Biscoito Fino - 2002), dedicado à obra de Francis Hime e Retratos do Brasil (RÁDIO MEC - 2004), onde é solista do Concerto para piano, violoncelo e orquestra de Radamés Gnattali.
Em 2006 lanço em Duo com o violoncelista inglês DAVID CHEW  o CD da obra completa para cello e piano de Radamés Gnattali (1906-1988) em comemoração ao centenário do compositor- selo Rádio Mec em parceria com o Instituto Moreira Salles.
A sua experiência em música de câmara inclui formações com os músicos Raphael Rabello, Joel Nascimento, Henrique Cazes, Turíbio Santos, Paulo Sérgio Santos, Olivia Byington e Edgard Duvivier, entre outros. Actua em duos com o clarinetista José Botelho, com o violoncelista David Chew, e com o violonista Caio Marcio e em trios: Emert/Devos/Canaud (oboé/fagote/piano); Trio Bate papo (com o bandolinista Marcos de Pinna e o percussionista Netinho).

## Discografia
- Fernanda Canaud interpreta Almiro Zarur (CD - NovoDisc), 2011.
- Valsas Brasileiras (com Joel Nascimento, bandolim) (CD - Biscoito Fino), 2008. Indicado ao Grammy latino de música instrumental
- Fernanda Canaud interpreta Radamés Gnattali, (CD - Biscoito Fino), 2006.
- Obra Completa para Violoncelo & Piano de Radamés Gnattali (com David Chew, violoncelo), 2006.
- Fernanda Chaves Canaud (CD - Velas), 1996.
- Música Brasileira para clarineta e piano (com José Botelho) (CD - Rio Arte Digital),  1996.
- Fernanda Canaud - Radamés Gnattali (CD - Jungle Jazz), 1993.Citado como referência no livro Guia Para Uma Discoteca Básica de Música Clássica em CD (Zahar Editor) do crítico musical Luís Paulo Horta.